# ジャブロー
ジャブロー (Jaburo) は、
1. アニメ作品のガンダムシリーズに登場する架空の地名、および軍事基地の名前。一年戦争以前からグリプス戦役初期までの地球連邦軍の総司令部である。
2. 漫画『HELLSING』に登場する架空の基地の名前。南米にあるミレニアムの地下基地。名称は「1」に由来する。

本項では、「1」について説明する。

## 概要
南米アマゾン川流域に所在すると設定されており、地下の巨大な鍾乳洞を利用している。地下空洞は大小複数の空洞を連結したもので、広い箇所は工場などが林立し、全高18メートルのモビルスーツ (MS) が跳躍できるほど大きい。全長は280kmにもおよぶとされる。
広大なジャングルに覆われた、強固な地盤の深い地下に所在する。そのため、通常兵器はもちろん、核兵器による爆撃にも耐え得る。地上には火砲やミサイルが多数配備されているうえ、防衛用の戦闘機を発着時のみ開口するカタパルトから発進させられる。そのほか、外部との出入り口も植物や地面にカモフラージュされていたり、水面下に隠されていたりして位置を特定しにくい。長期間自給できる膨大な物資を蓄えた、難攻不落の要塞である。
さらには、基地施設だけでなくMSや艦船の工場、艦隊級の艦艇が停泊できるだけのドック、複数の宇宙艦艇を同時に打ち上げ可能な簡易マスドライバーの宇宙港、大規模兵器庫、保険庁、参謀本部までも備えており、名実共に連邦軍の心臓部かつ頭脳部である。このため、連邦軍高官の一部（特に守旧派・官僚主義者）は、前線で指揮せず安全なジャブローに引き篭もっており、スペースノイドのみならず連邦軍のレビル将軍にも、「（ジャブローの）モグラども」と軽蔑されている。
一年戦争時、前線に出ずキャリアを積み出世コースを歩もうとする軍人にとっては、ジャブローでの勤務は憧れであったようである。これはOVA『機動戦士ガンダム 第08MS小隊』でのイーサン・ライヤーがコジマを懐柔すべく発した「ジャブローのオフィスは快適だよ」の台詞にも表れている。一方、最前線などで戦う兵士からは、現場を知らないエリートという皮肉を込めて「本社」などとも呼ばれている。
なお、「地球連邦本部」とする記述もあり、政府機関が疎開していた可能性がある。この場合、地球連邦の政軍中枢が集中したことになり、ジオンがジャブロー攻略に固執した一因になる。漫画『機動戦士ガンダム THE ORIGIN』ではア・バオア・クー攻防戦中の会議に多数の連邦政府関係者が参加しており、連邦政府も疎開していたと思われる描写がある。

## 作中での描写

### 一年戦争時
一年戦争時の描写。
ジオン公国軍は連邦軍の大本営であるジャブローの所在を大まかであるが把握しており、開戦当初に目標としてコロニー落とし（ブリティッシュ作戦）を実施した。だが、連邦軍宇宙艦隊の迎撃で損傷したコロニーは大気圏突入後に崩壊し、破片がオーストラリア大陸東海岸、太平洋、北アメリカ大陸に落下する。大被害をおよぼしたものの、ジャブロー自体は無傷だった。
南極条約で再度のコロニー落としを封じられたジオン軍は、占領地からガウによる空爆をたびたび実施したが、厚い地盤と対空砲火に阻まれてジャブローへの被害は少なく、連邦軍兵士からは「定期便」と揶揄された。 
一年戦争後期、それまで地球をほぼ1周してきたホワイトベースが到着する（『機動戦士ガンダム』第29話「ジャブローに散る!」）。この時、ホワイトベースの行動を察知していたシャア・アズナブル率いるマッドアングラー隊が尾行しており、入港の際に宇宙船用ドックを発見されてしまう。
これを機に、ジオン軍はオデッサ作戦の敗北以降劣勢となっていた地上でのミリタリーバランスを覆すべく、キャルフォルニアベースなどの北米方面軍を中心とした多くの戦力を投入し、宇宙船ドックを主要な目標とした攻撃を敢行する。この時、シャア率いる工作部隊は水陸両用MSを使って潜入に成功するも、工場内に置かれていたMS（これからの一大反攻作戦のため、ジムの初期生産型を改良した機体が量産され、待機していた）の爆破工作に失敗し、ホワイトベース隊の活躍もあり、部隊はシャアを除いて全滅する。
また、ガウによって空輸されたMS部隊も、降下前に輸送機ごとまたは降下中に対空砲火の餌食となったほか、着地したところを砲撃されたために侵入前から相当数を損耗し、地上に降下できた戦力も大規模な侵入口は確保できなかった。地下施設に突入できた一部MSも、洞窟内や連結部の隘路ではMSの優位性を発揮できず、連邦軍防衛隊の必死の抵抗に攻めあぐねる。
この結果、ジオン軍は攻略の見通しが立たないままMSの半数を損耗し、撤退を余儀なくされた。この作戦で地上戦力を損耗したジオン軍は戦力の立て直しと守勢に回らざるを得なくなり、連邦軍の本格的な反撃が始まるきっかけとなる。
その後、密林に隠されたジャブロー宇宙港からは反攻作戦のため、マゼラン級戦艦やサラミス級巡洋艦が多数打ち上げられた。ジオン軍は直接攻撃ではなく宇宙から上空に改造MSを降下させ、打ち上げ途中の連邦軍艦艇を襲撃する戦術に切り替えたが、連邦軍のミサイルや戦闘機に迎撃され、戦果は数隻の撃沈にとどまった（『機動戦士ガンダム MS IGLOO -黙示録0079-』第1話「ジャブロー上空に海原を見た」）。

### デラーズ紛争時
デラーズ紛争時（『機動戦士ガンダム0083 STARDUST MEMORY』）での描写。
序盤はデラーズ・フリートに奪取されたガンダム試作2号機による核攻撃の標的と考えられており、終盤ではコロニー落としの標的にされるものと思われていた（小説版では、ソーラ・システムIIによる破壊失敗時、ジャブロー全域に総員退去命令が発令されている）。最終的に、コロニーは北米大陸の穀倉地帯に落着し、ジャブローは難を逃れた。しかし、コロニー落としの攻防戦の最中、ジャブローの中では権謀術数が渦巻いていた。
なお、グリプス戦役の時に確認された「大型滑走路」が設営されている（ただし、作品としてはこちらが後発である）。

### グリプス戦役時
グリプス戦役時（『機動戦士Ζガンダム』）での描写。
前作に引き続き、地球連邦軍の拠点として描写されたが、グリプス戦役初期にエゥーゴが地球軌道上に展開した艦隊からMS部隊をジャブローに降下させ、グリプス戦役では初の大規模な地上戦が繰り広げられた。この時点で基地の実権はティターンズに握られており、連邦軍は最高司令部を移転させた後であった。エゥーゴの襲撃を事前に察知したティターンズは地下に核爆弾を設置済みであり、エゥーゴの降下部隊をティターンズの追撃隊やジャブロー守備隊もろとも抹殺しようと目論んでいた。結果的にはエゥーゴ、ティターンズ、連邦軍のほとんどが脱出したが、核爆発によってジャブローは壊滅した。
ティターンズは「核爆弾を使用したのはエゥーゴやカラバだ」と発表し、自分たちの行為を隠蔽した。真相を知っていたのはティターンズの上層部と同地にいた者のみで、大多数のティターンズ将兵はこの発表を信じ、エゥーゴを危険視することとなった。
当時、基地防衛隊に配備されていたのはセイバーフィッシュや61式戦車などの航空機、戦車や一年戦争時代のジム・キャノン、ジム・スナイパーカスタム、グフ飛行試験型、ガンタンクII、ザクタンク、ガンキャノン重装型などの旧式MSが主であった。
なお、一年戦争時のジャブローは上空からカモフラージュされた秘密基地で、砲台など一部の地上施設を除き、マスドライバーなどは地下収納式として描かれていた。ジオンの脅威がなくなった戦後は、脱出時にはガルダ級などの輸送機が地上の滑走路から離陸している。
漫画『機動戦士Ζガンダム Define』では、ティターンズが脱出した連邦軍将兵を口封じとして集団虐殺するという非道を行っている。この後、機能は南太平洋のポートモレスビー基地へ移っている。

### その後
U.C.0090年を舞台とした漫画『機動戦士ガンダム MSV-R ジョニー・ライデンの帰還』においては、核爆弾で壊滅したのは司令部などの中枢部のみで、外縁部などの施設は無事であると設定されている。外縁部の西区宇宙船建造ドック兼発射台にザンジバル級機動巡洋艦「サングレ・アスル」が秘匿され、民間軍事会社「テミス」によって防衛されている。
U.C.0093年を舞台とした映画『機動戦士ガンダム 逆襲のシャア』の時点では、連邦軍中枢機能はチベットのラサに移転していた。
U.C.0153年を舞台とした漫画『機動戦士クロスボーン・ガンダム ゴースト』においては、半世紀以上前に放棄されたと設定されており、爆心地は巨大な地底湖となっている。
宇宙世紀の終焉から1千年以上も後のリギルド・センチュリーと呼ばれる時代のR.C.1014年を舞台としたアニメ『ガンダム Gのレコンギスタ』では、第26話に地下遺跡となって登場。ベルリ・ゼナムの操縦するG-セルフとマスク大尉の操縦するカバカーリーが決戦に挑む舞台の一つとなった。中には朽ち果てたズゴックが2体残っていた。

## 『機動戦士ガンダム THE ORIGIN』での変更点
漫画『機動戦士ガンダム THE ORIGIN』では、現実世界におけるアマゾン川流域の地盤などを考慮すると、旧アニメ版の設定には無理があるため、所在地はギアナ高地ロライマ山に変更されている。劇中ではジャブロー建設に伴う周辺地域の急速な開発による治安の悪化や現地住民との軋轢などが描かれており、南米ブラジリアにジャブロー計画推進本部が設置され、建設の総責任者としてゴップが担当部長を務めていた。また、それに合わせて『ガンダムエース』誌上では、前田建設ファンタジー営業部によって建設費用も見積もられている。
旧アニメ版ではジャブロー侵攻戦だった地球上での物語のクライマックスがオデッサ作戦に変更されており、ホワイトベースの進行経路もジャブロー侵攻戦とオデッサ作戦の順番が入れ替わっている。侵攻戦でのジオン側の司令官は、作品オリジナルキャラクターのガルシア・ロメオ少将が務めている。なお、侵攻戦前の攻撃は爆撃だけでなく自走砲による長距離砲撃も行われ、アニメ版よりも前線に近接していた。
旧アニメ版のような、地球上での雌雄を決する総力戦というほどではなく、出入口確保によるガウ編隊とザクIIを中心とした奇襲戦として描かれている。また、参加したMSもザクII以外は少なく、モビルアーマー (MA) のアッザム程度である。開戦と同時に開いたハッチからほぼ全軍が突入したため、大規模な地上戦は行われず地下での戦いがメインとなり、罠によってジオン主力部隊は落盤で殲滅された。
この戦闘でジムが大量投入されており、ジムをガンダムと誤認したザク部隊が怖気ついたため、ジムに圧倒されて戦線崩壊する様子が描かれている。なお、ガンダム自体はコアポッド内蔵式に改装中だったためアムロ・レイもジムに搭乗して出撃し、操縦系の反応の悪さに苦労しながらもシャアのズゴックを辛うじて撃退している。

## 名称
旧アニメ版の本放送当時に監督の富野由悠季は、雑誌『アニメック』のインタビューで最初は「シャングリラ」という名称にしたが、オカルト的な名称に批判的だった安彦良和に反対されたので「ジャブロー」に変更したと語っている。なお、「シャングリラ」は後に『機動戦士ガンダムΖΖ』でスペース・コロニーの名称に用いられた。